# Silk City
Silk City é um duo britânico de música eletrônica composto por Mark Ronson e Diplo, conhecido pelas colaborações com Dua Lipa, Daniel Merriweather, Mapei, GoldLink e Desiigner.